# Надім'янов Василь Федорович
Василь Федорович Надім'янов (18 лютого 1927, село Берізки-Бершадські, тепер Бершадського району Вінницької області — 3 вересня 1988, місто Дрогобич Львівської області) — український історик, колишній ректор Дрогобицького державного педагогічного інституту імені Івана Франка. Кандидат історичних наук (1966), доцент (1969), професор кафедри історії КПРС (1987).

## Біографія
Народився у селянській родині. У 1941 році закінчив шість класів школи у селі Берізки Бершадського району Вінницької області.
З 1944 року — колгоспник колгоспу імені Ворошилова Бершадського району Вінницької області, учень-котельник паровозного депо Гайворон Південно-Західної залізниці (станція Гайворон Кіровоградської області). З 1945 року — помічник паровозного машиніста станції Гайворон. Навчався у школі паровозних машиністів станції Гайворон.
У 1948—1953 р. — у лавах Радянської армії. Під час служби в армії закінчив вечірню середню школу в місті Гусєві Калінінградської області РРФСР. Член КПРС з 1953 року.
У 1953—1958 р. — студент історичного факультету Львівського державного університету імені Івана Франка.
У 1958—1960 р. — заступник секретаря партійного комітету, помічник проректора з навчальної роботи Львівського державного університету імені Івана Франка.
У жовтні 1960—1961 р. — асистент, у 1961—1968 р. — старший викладач, доцент кафедри основ марксизму-ленінізму Дрогобицького державного педагогічного інституту імені Івана Франка. Обирався секретарем партійного бюро інституту.
У 1967—1973 р. — проректор з навчальної роботи Дрогобицького державного педагогічного інституту імені Івана Франка. Одночасно, з 1968 року — завідувач кафедри історії КПРС і наукового комунізму.
У 1973 — 3 вересня 1988 роках — ректор Дрогобицького державного педагогічного інституту імені Івана Франка.
Опублікував 23 наукові праці, співавтор монографій «Оружие правды», «Торжество історичної справедливості», «Нариси з історії Львівської обласної партійної організації», «Правду не здолати», «Дорогою Великого Жовтня». Керував авторським колективом з розробки комплексної системи управління навчально-виховним процесом у загальноосвітній школі. Обирався депутатом Дрогобицької міської ради.

## Нагороди
- два ордени Трудового Червоного Прапора (1976, 1981)
- медаль А. С. Макаренка
- медаль «За доблесный труд. В ознаменование 100-летия со дня рождения Владимира Ильича Ленина» (1970)
- знак «Відмінник освіти УРСР»
- знак «Відмінник народної освіти СРСР»